# Дежа вю (фильм, 1989)
«Дежа вю» — советско-польский художественный фильм 1989 года режиссёра Юлиуша Махульского. Гангстерская авантюрная комедия-фарс, действие которой происходит в Чикаго и в Одессе. Последний фильм режиссёра, снятый в период существования ПНР.

## Сюжет
1925 год. В США — время всеобщего сухого закона. Мафия чикагских бутлегеров разыскивает некоего Мика Нича — Микиту Ничипорука (Владимир Головин), который оказался стукачом. Выясняется, что он сбежал в советскую Одессу, где организовал «великий самогонный путь» по доставке самогона по побережью Северного Ледовитого океана из молодой страны Советов в Америку.
Для ликвидации предателя нанимается самый знаменитый нью-йоркский киллер — американский гангстер польского происхождения Джон Поллак по прозвищу «Профессор» (Ежи Штур), под видом энтомолога, следующего на Суматру ловить бабочек. Поллак прибывает в Одессу (на одном пароходе с возвращающимися из штатов Маяковским и Лилей Брик) под легендой «навестить могилу отца», чтобы выполнить контракт на ликвидацию предателя.
В поисках своей жертвы Поллак попадает в самые невероятные ситуации, связанные со спецификой жизни советской Одессы в эпоху начала построения социализма и Новой экономической политики. Сначала, поскольку он оказывается первым пассажиром рейса «Русфлота» Нью-Йорк — Константинополь — Одесса: ему устраивают шумную и торжественную встречу в порту, навязывают культурную программу пребывания в СССР и приставляют гида — комсомолку Аглаю Глушко (Галина Петрова). К тому же его осаждают пионеры и журналисты. Всё это время Джон безуспешно пытается освободиться от совершенно не нужного ему сопровождения.
Далее в гостинице Поллаку вначале повреждают ручку от тележки кофра, которая на самом деле была стволом разобранной и спрятанной в багаже винтовки. Потом его поселяют в номере, который оказывается трёхместным, и Поллак вынужден делить его с харьковским кооператором Петром Мусиевичем Кривонощенко (Виктор Степанов), а позже ещё и с кооператорами евреем Абрамом Семёновичем из Владивостока и узбеком Ахмедом из Ташкента.
Обменивая нелегально доллары в булочной, Джон узнаёт в одном из её работников Микиту Ничипорука и отправляет ему посылку с дохлой рыбой. Ничипорук понимает, что на языке сицилийской мафии это означает смертный приговор. Подручный Ничипорука Японец (Николай Караченцов), не веря, что в Одессу действительно приехал мафиози, всё-таки советует Миките скрыться в Куяльнике и пытается расправиться с американским киллером.
В попытке оторваться от гида Аглаи и в поисках оружия Поллак натыкается на группу армян, которые принимают его за своего родственника-эмигранта, так как фамилия этой многочисленной армянской семьи — Полакян. Они обещают Джону достать оружие.
Армяне спаивают его и приводят на кладбище, где похоронены члены семьи Полакян, в том числе женщина, чью могилу показывают Поллаку, говоря, что это могила его матери, и могилу недавно убитого мужчины, сообщая, что этот убитый — его брат, за смерть которого он должен отомстить.
Джон просыпается утром в поезде среди всё той же многочисленной армянской семьи. Те сообщают ему, что едут в Ереван, так как там скрывается убийца его «брата». Поллак на ходу прыгает из поезда. Ударившись головой и получив ретроградную амнезию, он забывает о своей первоначальной цели и теперь живёт согласно своей легенде — просто как профессор. Ничипорук, по наводке Японца встретившись с киллером, расстреливает его из «Томпсона», однако убитым оказывается не Поллак, а его «коллега» — русский профессор-энтомолог Бабочкин (Всеволод Сафонов). В результате Поллак переживает несколько покушений на себя и цепь потерь и возвращений памяти, периодически испытывая дежавю.
После очередной неудачной попытки убийства «Профессора» Японец встречает Поллака в нелегальном казино, расположенном в подвале той же булочной, связывает его и пытает. Освободившись, Поллак всё-таки выходит на след Ничипорука.
Однако, выследив свою жертву, Джон невольно помогает сотрудникам милиции, которые ведут активную борьбу с самогоноварением, арестовать самогонщика. В отделении Поллак узнаёт, что все, кто постоянно попадались ему на глаза, — кооператор Кривонощенко, работник кладбища, влюблённая пара Жорж (Олег Шкловский) и Дита (Лиза Махульская) — работники милиции, которые следили за ним по «ложному обвинению». Однако Джон заявляет, что обвинение — не ложное, и требует посадить его в одну тюрьму с Ничипоруком, так как в Америке его ждёт смертный приговор за невыполнение оплаченного контракта на убийство. В милиции ему не верят и насильно сажают на пароход, следующий до Суматры. Поллак после нескольких неудачных попыток сбежать с судна всё-таки остаётся в Одессе, но попадает в психиатрическую лечебницу с диагнозом паранойя.
Фильм заканчивается эмиграцией из Одессы в Нью-Йорк бывшего подручного Ничипорука Японца и прибытием в Одессу другого киллера (Войцех Высоцкий), который должен расправиться с самим Поллаком за невыполнение контракта. Однако новый убийца тоже оказался юбилейным — тысячным — пассажиром рейса «Русфлота» Нью-Йорк — Константинополь — Одесса. Его также встречает Глушко из «Русфлота» с группой (в составе её группы присутствует пионер-активист, портье Костя (Василий Мищенко) из гостиницы и сержант Васин (Виктор Павловский), игравший кладбищенского сторожа) и лейтенант Афродита Переплётчикова в образе цыганки. Удивлённого посланника мафии задаривают, подхватывают на руки и вместе с багажом запихивают в автомобиль. Становится ясно, что до Джона Поллака он не доберётся.

## Съёмочная группа

### В ролях
- Ежи Штур — киллер Джон Поллак по прозвищу Профессор
- Рышарда Ханин[пол.] — Ванда Поллак, мать Джона Поллака
- Владимир Головин — Мик Нич (Микита Ничипорук), американский гангстер одесского происхождения
- Николай Караченцов — «Японец», подручный Ничипорука в Одессе
- Галина Петрова — Аглая Ивановна Глушко, комсомолка, гид Профессора
- Олег Шкловский — старший лейтенант одесской милиции Жорж Переплётчиков
- Лиза Махульская — лейтенант одесской милиции Афродита Переплётчикова, его жена
- Виктор Степанов — начальник УГРО Петро Мусиевич Кривонощенко, якобы харьковский кооператор
- Василий Мищенко — Костя, сотрудник гостиницы
- Всеволод Сафонов — профессор Бабочкин
- Анатолий Котенёв — Владимир Маяковский
- Татьяна Степанова — Лиля Брик
- Игорь Тильтиков — Осип Брик
- Марек Вудковский — кинорежиссёр
- Виталий Шаповалов — швейцар гостиницы (озвучивает Юрий Саранцев)
- Виктор Павловский — сержант одесской милиции Васин, якобы кладбищенский сторож
- Мурад Джанибекян[2] — Арам Полакян
- Войцех Высоцкий — Франко де Ниро, второй киллер
- Ян Махульский — Дон Биг Джим Чимино
- Валерий Барда-Скляренко — администратор гостиницы
- Владимир Миняйло — корреспондент газеты
- Эрнест Штейнберг — доктор
- Семён Крупник — профессор психиатрии
- Гжегож Хероминьский[пол.] — немецкий тренер, похожий на Гитлера
- Цезары Пазура — немецкий велосипедист
- Войцех Маляйкат (в титрах указан как В. Малайко) — немецкий велосипедист
- Владимир Антоник — читает закадровый перевод

### Композитор и звуковая дорожка
Основная музыкальная тема кинофильма — песенка «Deja vu» (стилизованная под американскую музыку 1920-х годов, женский вокал), написана композитором фильма Кшесимиром Дембским на слова Яцека Бромского. Исполняет Майка Ежовска.

## Съёмки
- В «Дежа вю» Поллак невольно участвует в съёмке фильма «Броненосец „Потёмкин“»: в одной из сцен он гонится за Ничипоруком по Одессе, и они попадают на Потёмкинскую лестницу, где именно в этот момент режиссёр Сергей Эйзенштейн снимает знаменитую сцену расстрела демонстрации.
- Мафиози, появляющиеся в сценах в Чикаго, носят фамилии видных деятелей Голливуда итальянского происхождения — де Ниро, Чимино, Скорсезе, Пачино, Коппола, де Пальма, Сталлоне и т. д.[3]
- Согласно сюжету фильма, киллер из США, посланный убить Поллака, прибывает в Одессу на теплоходе «Феодосия» (на одном из кадров виден трап корабля с таким названием). Действие эпизода происходит через 18 месяцев после основного сюжета. Таким образом, киллер оказался не только тысячным пассажиром маршрута, но и одним из первых пассажиров «Феодосии» (его изображает корабль «Абхазия», который был спущен на воду 29 ноября 1927 года)[4][5].
- В фильме использован фрагмент оперы Джакомо Пуччини «То́ска». В финальной сцене оперы персонаж Каварадосси по сюжету ожидает, что казнь будет ложной и готовится притвориться убитым, но заряды оказываются настоящими. В фильме киллер стреляет в оперного актёра одновременно с солдатами, и тот, ко всеобщему неведенью публики, падает убитым по-настоящему.
- Здание, где гонят самогон, в реальности — библиотека в Книжном переулке в Одессе, который также был использован для съёмки уличных сцен.
- Гостиница где снимали кино: Бристоль (гостиница, Одесса).
- Кладбище, которое посещают три раза: Второе Христианское кладбище Одессы.
- Как и почти во всех предыдущих фильмах режиссера, значимую роль играет его отец Ян Махульский.